# 선운산 나들목
선운산 나들목(Seonunsan IC)은 전북특별자치도 고창군 흥덕면 석교리, 사천리에 걸쳐 있는 서해안고속도로의 9번 교차로이다. 국도 제22호선을 통해 흥덕면이나 부안면, 선운산 도립공원 방면으로 진출할 수 있다. 1990년 서해안고속도로로 계획될 당시에는 흥덕 나들목이었다가 2001년 12월 21일 개통하면서 선운산 나들목이 되었다.

## 연혁
- 2001년 12월 21일 : 서해안고속도로 동군산 ~ 무안 구간 개통에 따라 영업 개시[2]

## 구조물 정보
- 위치: 전북특별자치도 고창군 흥덕면 석교리, 사천리
- 영업소: 전북특별자치도 고창군 흥덕면 서해안고속도로 84

## 접속하는 도로
- 국도 제22호선 (선운대로)
- 간접 연결 : 국도 제23호선 (고인돌대로, 야동 교차로 이용)

## 교통량 정보
| 요금소          | 통행량 (대/일) | 통행량 (대/일) | 통행량 (대/일) | 통행량 (대/일) | 통행량 (대/일) | 통행량 (대/일) | 통행량 (대/일) | 통행량 (대/일) | 통행량 (대/일) | 통행량 (대/일) | 각주  |
| 요금소          | 2001년         | 2002년         | 2003년         | 2004년         | 2005년         | 2006년         | 2007년         | 2008년         | 2009년         | 2010년         | 각주  |
| --------------- | -------------- | -------------- | -------------- | -------------- | -------------- | -------------- | -------------- | -------------- | -------------- | -------------- | ----- |
| 선운산 (폐쇄식) | 1,089          | 1,569          | 1,682          | 1,667          | 1,652          | 1,733          | 1,863          | 2,208          | 2,182          | 2,116          | [ 3 ] |
| 요금소          | 2011년         | 2012년         | 2013년         | 2014년         | 2015년         | 2016년         | 2017년         | 2018년         | 2019년         |                | [ 3 ] |
| 선운산 (폐쇄식) | 2,180          | 2,188          | 2,347          | 2,426          | 2,578          | 2,663          | 2,756          | 2,578          | 2,644          |                | [ 3 ] |